# Radio algérienne
La Radio algérienne (RA) ou Établissement public de radiodiffusion sonore  (EPRS) est une entreprise publique responsable du service public de la radiodiffusion pour l'Algérie. La Radio algérienne a été créée en 1986 lorsque son prédécesseur Radiodiffusion télévision algérienne (RTA) fondé en 1962, s'est séparé en deux entreprises distinctes, la télévision et la radiodiffusion. 
Elle dispose de trois stations de radio nationales (Chaîne 1, Chaîne 2, Chaîne 3), trois stations nationales thématiques (Radio Culture, Radio Coran, Jil FM), une station internationale (Radio Algérie Internationale) et 46 stations régionales. Cet organisme, qui revendique 20 millions d'auditeurs en Algérie, diffuse en arabe, berbère et français. L'EPRS est membre de l'Union européenne de radio-télévision.

## Histoire

### Les débuts
Durant la guerre d'Algérie, le FLN avait pris l'initiative de diffuser des émissions radiophoniques sur les ondes de diverses stations de radios de pays arabophones ou de pays de l'Europe de l'Est. 
Le 16 décembre 1956, une radio locale mobile sous le nom de « Radio de la voix de l'Algérie combattante » (en arabe : « صوت الجزائر المكافحة ») fut diffusée depuis la région de l'Ouest algérien.

### Radio algérienne (depuis 1962)
À l'indépendance, le nouvel État algérien créa la « Radiodiffusion télévision algérienne », abrégée en RTA, le 28 octobre 1962. À partir de 1965, l'acquisition d'émetteurs radio plus puissants permettent d'assurer une meilleure couverture du territoire national, une couverture qui jusqu'alors se limitait à quelques grandes villes.
En 1986, la RTA fait l'objet d'une réorganisation qui va donner naissance, entre autres, à l'« Entreprise nationale de radiodiffusion sonore », abrégée en « ENRS », également connu sous le nom « Établissement public de radiodiffusion sonore »,,. Un décret du 20 avril 1991 érige l'ENRS en établissement public à caractère industriel et commercial.
En avril 2019,  Nacera Cherid est nommée directrice générale de la Radio algérienne.  en remplacement de  Chabane Lounakel. Elle est remplacée par Djamel Senhadri le 29 octobre 2019. Le 6 janvier 2021, Mohamed Baghali lui succède.

## Identité visuelle

### Radiodiffusion française d'Alger/RTF Alger I

Logo de RDF Alger I de 1944 à 1946
Logo de RDF Alger I de 1946 à 1949
Logo de RTF Alger I de 1949 à 1959
Logo de Radio Alger I de 1959 à 1962

### Radiodiffusion algérienne

Logo de la RTA de 1962 à 1986
Radio algérienne depuis 1986

## Services

### Radios nationales

#### Généralistes
- Chaîne 1 : radio nationale diffusant en arabe
- Chaîne 2 : radio nationale diffusant en berbère
- Chaîne 3 : radio nationale diffusant en français

#### Thématiques
- Radio Coran : première radio thématique algérienne lancée le 12 juillet 1991. Diffusant en arabe, le volume d'émission est passé progressivement de 2 heures à 10 heures par jour. Aujourd'hui, elle diffuse ses programmes chaque jour de 00h à 2h et de 5h à 13h[10].
- Radio Culture : radio thématique culturelle diffusant en arabe
- Jil FM : radio tournée vers les jeunes[11], avec deux webradios : Jil FM Web et Jil FM Musique.

### Radio internationale
- Radio Algérie Internationale : radio internationale émettant 12 heures par jour en arabe, français, anglais et espagnol (lancée le 19 mars 2007). Paradoxe de l'histoire, cette radio est diffusée depuis Issoudun (France) par les émetteurs de TDF. Pendant la guerre d'Algérie, c'est depuis Issoudun que les émissions pro-FLN étaient brouillées.[réf. souhaitée]

### Radios régionales
Le diffuseur public algérien possède en outre 48 stations régionales, la plupart diffusant en arabe, et souvent dans divers dialectes du berbère. Le français y est peu représenté. 
| Localisation       | Radio                    | Création          | Diffusion | Langues                | Site                      |
| ------------------ | ------------------------ | ----------------- | --------- | ---------------------- | ------------------------- |
| Ain-Defla          | Radio Ain-Defla          | 5 juin 1996       | 12h       | Kabyle, Arabe, Tergui  | radio-ain-defla.dz        |
| Adrar              | Radio Adrar              | 4 juin 1996       | 12h       | Arabe, Zennati, Tergui | radio-adrar.dz            |
| Alger              | Radio El Bahdja          | 1er octobre 1992  | 24h       | Arabe                  | radio-el-bahdja.dz        |
| Annaba             | Radio Annaba             | 13 janvier 1997   | 17h       | Arabe                  | radio-annaba.dz           |
| Ain Temouchent     | Radio Ain Temouchent     |                   |           | Arabe                  | radioaintemouchent.com    |
| Batna              | Radio Aurès              | 29 décembre 1994  | 12h       | Arabe, Chaoui          | radio-batna.dz            |
| Bechar             | Radio Saoura             | 21 avril 1991     | 24h       | Arabe                  | saoura.radiobechar.com    |
| Béjaïa             | Radio Soummam            | 19 août 1996      | 12h       | Arabe, Kabyle          | radio-bejaia.dz           |
| Biskra             | Radio Biskra             | 14 juin 1999      | 12h       | Arabe                  | radiobiskra.com           |
| Blida              | Radio Blida              | 4 juillet 2011    |           | Arabe                  | radio-blida.dz            |
| Bordj Bou Arreridj | Radio Bordj Bou Arreridj |                   |           | Arabe                  | radio-bordjbouarreridj.dz |
| Boumerdès          | Radio Boumerdès          |                   |           |                        | radio-boumerdes.dz        |
| Constantine        | Radio Cirta              | 2 février 1995    | 12h       | Arabe                  | radioconstantine.dz       |
| Chlef              | Radio Chlef              | 26 janvier 2004   | 24h       | Arabe, Français        | radio-chlef.dz            |
| El Bayadh          | Radio El Bayadh          | 8 septembre 2003  | 12h       | Arabe                  | radio-elbayadh.dz         |
| Oued Souf          | Radio Oued Souf          | 21 novembre 1996  | 12h       | Arabe                  | oued-souf.dz              |
| Ghardaïa           | Radio Ghardaïa           | 7 juin 2001       | 12 h      | Arabe, Mozabite        | radioghardaia.dz          |
| Radio Coran        | Radio Coran              | 7 juin 2001       | 12 h      | Arabe                  | Radio Coran               |
| Illizi             | Radio Illizi             | 27 janvier 1997   | 12h       | Arabe, Tergui          | radio-illizi.dz           |
| Jijel              | Radio Jijel              | 1er novembre 2006 | 18h       | Arabe                  | radio-jijel.dz            |
| Khenchela          | Radio Khenchela          |                   |           | Arabe                  | radio-khenchela.dz        |
| Laghouat           | Radio Laghouat           |                   |           | Arabe                  | radio-laghouat.dz         |
| Jil FM             | Radio Jil FM             |                   |           | Arabe                  | Jil FM                    |
| Mascara            | Radio Mascara            | 27 juillet 2003   | 12h       | Arabe                  | radiomascara.com          |
| Radio Culture      | Radio Culture            | 10 février 2004   | 12h       | Arabe                  | Radio Culture             |
| Mostaganem         | Radio Dahra              | 10 février 2004   | 12h       | Arabe                  | radiomostaganem.net       |
| M'sila             | Radio M'sila             | 7 octobre 2003    | 12h       | Arabe                  | radio-msila.dz            |
| Naâma              | Radio Naama              | 25 mai 1999       | 12h       | Arabe                  | radionaamafm.com          |
| Oran               | Radio Oran-El Bahia      | 1952              | 24h       | Arabe, Français        | radio-oran.dz             |
| Ouargla            | Radio Ouargla            | 9 mai 1991        | 12h       | Arabe, Ouargli         | radio-ouargla.dz          |
| Oum El Bouaghi     | Radio Oum El Bouaghi     |                   |           | Arabe                  | radio-oumelbouaghi.dz     |
| Saïda              | Radio Saïda              | 24 février 2008   |           | Arabe                  | saidafm.com               |
| Sétif              | Radio El Hidhab          | 10 octobre 1992   | 12h       | Arabe                  | radio-Setif.dz            |
| Sidi Bel Abbes     | Radio Sidi Bel Abbes     |                   | 12h       | Arabe                  | radiosba.com              |
| Skikda             | Radio Skikda             | 15 novembre 2003  | 12h       | Arabe                  | radio-skikda.dz           |
| Souk Ahras         | Radio Souk-Ahras FM      | 23 février 2005   | 12h       | Arabe                  | radio-soukahras.dz        |
| Relizane           | Radio Relizane           |                   |           | Arabe                  | radiorelizane.net         |
| Internationale     | Radio Internationale     | 16 avril 1992     | 12h       | Arabe, Fr, En          | Radio Internationale      |
| Tamanrasset        | Radio Ahaggar            | 16 avril 1992     | 12h       | Arabe, Tergui          | radio-ahaggar.dz          |
| Taref              | Radio Taref              |                   |           | Arabe                  | radio-eltarf.com          |
| Tebessa            | Radio Tebessa            |                   |           | Arabe                  | radio-tebessa.dz          |
| Tiaret             | Radio Tiaret             | 25 octobre 1998   | 12h       | Arabe                  | radiotiaret.dz            |
| Tindouf            | Radio Tindouf            | 12 mars 1999      | 12h       | Arabe, Hassani         | radio-tindouf.dz          |
| Tissemsilt         | Radio Tissemsilt         |                   |           | Arabe                  | radio-tissemsilt.dz       |
| Tipaza             | Radio Tipaza             |                   |           |                        | radio-tipaza.dz           |
| Tlemcen            | Radio Tlemcen            | 7 octobre 1992    | 24h       | Arabe                  | radio-tlemcen.dz          |
| Tizi Ouzou         | Radio Tizi-Ouzou         | 1er novembre 2011 | 12h       | Arabe, Kabyle          | radio-tiziouzou.dz        |

### Note
1. 1 2  Nom officiel. Également appelé Entreprise nationale de radiodiffusion sonore (ENRS) selon plusieurs sources[1],[2]